# Resolució 2400 del Consell de Seguretat de les Nacions Unides
La Resolució 2400 del Consell de Seguretat de les Nacions Unides fou adoptada per unanimitat el 8 de febrer de 2018. El Consell va ampliar el mandat del grup d'experts que supervisava l'embargament d'armes, les prohibicions de viatjar i la congelació de dipòsits bancaris imposats pel conflicte del Darfur durant tretze mesos.

## Observacions
El representant del Sudan va considerar que les sancions necessitaven ser revaloritzades i que la resolució havia d'haver previst el cessament progressiu del grup d'experts. Segons ell, les sancions ja no eren necessàries perquè la raó per la qual es van establir ja no era aplicable. Un altre problema era els grups rebels que operaven a través de les fronteres.
Els Estats Units havien reduït les sancions de vint anys contra Sudan el 2017, ja que l'ajuda humanitària havia millorat, hi havia menys conflictes al país i es feia més contra el terrorisme. No obstant això, Sudan encara era vist com un país que recolzava als terroristes.

## Contingut
La resolució 1556 (2004) va imposar un embargament d'armes contra els grups armats al Darfur. La resolució 1591 (2005) va imposar prohibició de viatjar i la congelació dels saldos bancaris per als que s'oposaven a la pau. El mandat del grup d'experts, creat per aquesta última resolució per supervisar el compliment d'aquestes sancions, es va ampliar fins al 12 de març de 2019.